# لی سونگ-هون
لی سونگ-هون (李承勳؛ زادهٔ ۶ مارس ۱۹۸۸) اسکیت‌باز سرعت اهل کره جنوبی است.